# Grand Theft Auto (поредица)
Grand Theft Auto (съкратено GTA; в превод на български език: GTA (Grand Theft Auto) = „ГТА“ („Голямото тарашене (т.е. кражба) на автомобили (МПС-та“)) е поредица от компютърни игри в жанра 2D платформен екшън (GTA, GTA2) и 3D екшън от трето лице (от GTA III нататък). Играта се издава и разпространява от Rockstar Games, а се разработва основно от Rockstar North (DMA Design). Името на поредицата е във връзка с американския термин за кражба на моторно превозно средство.
Повечето игри в поредицата са поставени в измислени места, моделирани на основата на истински градове (Liberty City, Vice City или San Andreas, които са базирани съответно на Ню Йорк, Маями и Калифорния). Първата игра включва три измислени града, докато последващите заглавия залагат на едно местоположение. Геймплеят е фокусиран на отворен свят, в който играчът може да избира мисии, с които да напредва в историята на играта, както и да се впуска в странични дейности, включващи елементи на екшън-приключение, шофиране, шуутър от трето лице, ролева игра, стелт и състезания. Поредицата се концентрира върху различни протагонисти, които се опитват да се издигнат сред редиците на престъпен свят, макар техните мотиви да са различни във всяка игра. Антагонистите обикновено са персонажи, които са предали протагонисти или организацията му, или такива, които имат най-голямо въздействие върху спирането на напредъка на протагониста. Филмови и музикални звезди озвучават персонажите. Сред тях са Рей Лиота, Бърт Рейнолдс, Денис Хопър, Самюъл Джаксън, Джеймс Уудс, Деби Хари, Дани Трехо, Фил Колинс, Аксел Роуз и Питър Фонда. С британски корени, поредицата съдържа сатира и хумор.
Британския разработчик на видео игри DMA Design започва поредицата през 1997 г. Към 2014 г. тя е съставена от 11 самостоятелни игри и 4 допълнения. Третото заглавие, Grand Theft Auto III, се счита за повратна точка, тъй като довежда 3D графики и потапящо изживяване. Последващите заглавия следват и надграждат идеята от GTA III и получават значително одобрение. Впоследствие, те повлияват на много други игри с отворен свят и водят до създаването на етикета „клонинг на Grand Theft Auto“ за подобни игри.
Поредицата е критично аплодирана и комерсиално успешна, след като е продала на 250 милиона копия, което я прави четвъртата най-продава поредица в историята, след Mario, Pokémon и Tetris. През 2013 г. The Daily Telegraph нарежда Grand Theft Auto сред най-успешните износни стоки на Великобритания. Обаче, поредицата също е противоречива, поради природата си за възрастни, включваща насилие, секс, наркотици и други теми. Според Книгата на Гинес, това е най-противоречивата поредица видео игри в историята, с над 4000 статии, публикувани за нея, включващи обвинения за възхвала на насилието и връзка с престъпления в истинския живот. Въпреки това, играта от поредицата Grand Theft Auto V става най-бързо продаваната игра в историята (800 милиона долара за първия ден), както и третата най-продавана игра въобще и финансово най-успешният развлекателен продукт за всички времена с над 6 милиарда долара приходи от цял свят.

## Заглавия
| Година | Заглавие                                 | Разработчик     | Платформа                     | Платформа      | Платформа        | Платформа                         | Вселена |
| Година | Заглавие                                 | Разработчик     | Конзола                       | Компютър       | Ръчно устройство | Мобилно устройство                | Вселена |
| ------ | ---------------------------------------- | --------------- | ----------------------------- | -------------- | ---------------- | --------------------------------- | ------- |
| 1997   | Grand Theft Auto                         | DMA Design      | PS1                           | Windows MS-DOS | Game Boy Color   |                                   | 2D      |
| 1999   | Grand Theft Auto: London 1969            | Rockstar Canada | PS1                           | Windows MS-DOS |                  |                                   | 2D      |
| 1999   | Grand Theft Auto: London 1961            | Rockstar Canada |                               | Windows        |                  |                                   | 2D      |
| 1999   | Grand Theft Auto II                      | DMA Design      | PS1 Dreamcast                 | Windows        | GBC              |                                   | 2D      |
| 2001   | Grand Theft Auto III                     | DMA Design      | PS2 Xbox                      | Windows OS X   |                  | iOS Android OS                    | 3D      |
| 2002   | Grand Theft Auto: Vice City              | Rockstar North  | PS2 Xbox                      | Windows OS X   |                  | iOS Android Fire OS               | 3D      |
| 2004   | Grand Theft Auto: San Andreas            | Rockstar North  | PS2 Xbox PS3 Xbox 360         | Windows OS X   |                  | iOS Android Windows Phone Fire OS | 3D      |
| 2004   | Grand Theft Auto Advance                 | Digital Eclipse |                               |                | Game Boy Advance |                                   | 3D      |
| 2005   | Grand Theft Auto: Liberty City Stories   | Rockstar Leeds  | PS2                           |                | PSP              | iOS Android Fire OS               | 3D      |
| 2006   | Grand Theft Auto: Vice City Stories      | Rockstar Leeds  | PS2                           |                | PSP              |                                   | 3D      |
| 2008   | Grand Theft Auto IV                      | Rockstar North  | PS3 Xbox 360                  | Windows        |                  |                                   | HD      |
| 2009   | Grand Theft Auto: The Lost and Damned    | Rockstar North  | PS3 Xbox 360                  | Windows        |                  |                                   | HD      |
| 2009   | Grand Theft Auto: Chinatown Wars         | Rockstar Leeds  |                               |                | PSP Nintendo DS  | iOS Android Fire OS               | HD      |
| 2009   | Grand Theft Auto: The Ballad of Gay Tony | Rockstar North  | PS3 Xbox 360                  | Windows        |                  |                                   | HD      |
| 2013   | Grand Theft Auto V                       | Rockstar North  | PS3 Xbox 360 PS4 Xbox One PS5 | Windows        |                  |                                   | HD      |

## Общи елементи

### Геймплей
Всяка игра от поредицата позволява на играча да влезе в ролята на престъпник в голям град, обикновено индивид, планиращ да се издигне сред редиците на организирана престъпност в течение на играта. На играча му се възлагат различни мисии от важни клечки, които трябва да бъдат изпълнявани, за да се напредва в сюжета. Убийствата и друга насилствена престъпност са редовна част от играта. Понякога са включвани: каране на такси, пожарникарство, улични състезания, пилотиране на вертолети и самолети.
В повечето игри от серията, на играча е предоставяне по-развит сюжет, в който трябва да превъзмогне нещастно събитие (например предателство), което служи като мотивация за протагониста да се изкачва по престъпната стълбица и накрая да стигне до триумф.
Поредицата принадлежи на жанр игри със свободно разхождане из света, наречени игри с отворен свят, и дава голяма свобода на играча. Докато традиционните екшън игри са структурирани като последователен низ от събития с линейност в нивата, в Grand Theft Auto играчът може да избере мисиите, които иска да вземе и тяхната връзка с различните персонажи се променя според избора. Градовете на игрите могат да изследват свободно и предоставят второстепенни мисии като допълнение към основния сюжет. Често, за да се отключат нови зони от игровия свят, играчът трябва първо да завърши някои мисии. Използването на превозни средства в градска среда изгражда симулацията на работещ град, завършен с граждани, които обикновено се подчиняват на пътните закони и трафика.
Престъпните дейности в Grand Theft Auto не остават незабелязани от полицията в играта. Когато играчът започне нелегална дейност, той получава „ниво на търсене“. Прегазването на гражданин може да създаде ниво на търсене от една звезда, докато застрелването на полицай довежда до повече звезди. Докато броят на звездите расте, броят и силата на отговора на закона също ще расте. Докато при една звезда полицията ще изпрати няколко полицейски патрулки след играча, при 5 или 6 звезди танкове и вертолети ще гонят играча. Много мисии в играта автоматично дава ниво на търсене на играча, след като изпълни някаква цел, след което те трябва да избягат от закона. Това често става чрез избягване от полицаите или чрез плащането за пребоядисване на колата в специален салон. Ако героят умре, той ще се „възроди“ в най-близката болница, а нивото на търсене ще изчезне, макар че така играчът може да загуби пари и/или оръжия.

### Озвучаване
Поредицата включва широк набор от озвучителни актьори. Първата игра от нея, включваща озвучителни актьори е GTA III, която въпреки ограничения си бюджет и нисък профил на поредицата по това време, включва няколко известни актьора от телевизията и киното. Сред тях са Франк Винсънт, Майкъл Мадсен и Кайл Маклоклан. По това време е рядкост за видео игра да използва актьори с такъв висок профил и GTA III се счита за пионер в това начинание. Grand Theft Auto: Vice City включва още филмови актьори, като Рей Лиота озвучава протагониста, Томи Версети. Следващата игра от поредицата, Grand Theft Auto: San Andreas, също включва много значими актьори като Самюъл Джаксън, Питър Фонда и Джеймс Уудс.
От Grand Theft Auto: Liberty City Stories до GTA V, поредицата използва по-непознати актьори, които да озвучава главните персонажи, но все още използва известни личности и истински радио водещи, които да озвучава многобройните радио станции, включвани във всяка игра. Някои от игрите включват пресъздадените 3D персонажи на Лазло Джоунс, Фил Колинс, Рики Джървейс и други.
Саундтраковете към игрите от поредицата (най-често под формата на радио станции в превозните средства) включват многобройни известни песни, характерни за дадения период, в който се развива сюжета, както и дискусионни предавания с пародиен и хумористичен характер. Всяка радио станция има собствен DJ и музикален жанр. Повечето заглавия позволяват на играча да използва свои локални песни в персонализирано радио, което може да слуша в превозните средства по време на игра.

## Grand Theft Auto
Явлението „Grand Theft Auto“ се появява на игровия небосклон през октомври 1997 г. Нито една компания, освен английската DMA Design, не са се сетили да обединят типична аркада с изглед „отгоре“ (или перспектива наричана още „от птичи поглед“ или „горе-долу“ (top-down)) и автокражби и оръжия. Играчът трябва да покори пет измислени града на САЩ, да краде автомобили, да изпълнява поръчения от босове на мафията, да събира бонуси, да бяга от полицията и да заработи определена сума пари (с времето нужното количество пари нараства и така увеличава трудността на играта).
Друго достижение на играта е великолепният саундтрак, съчетаващ в себе си практически всички видове съвременна западна поп-музика: хип-хоп, хаус, фънк, техно, индъстриъл, кънтри, метъл и рок. Песните са смесени в стил радиотранслации и са „свързани“ с различни типове автомобили, за това, качвайки се в някой Jugular, играчът слуша техно-транс, а седне ли на седалката на пикап, веднага започва музика от американската провинция.
Задания се вземат по телефона или посредством пейджър. При положение че играчът се съгласи да изпълни мисията, той трябва да успее за точно определено време и при това да се постарае да не стане жертва на случайно заблуден куршум, ПТП, взрив или на полицаите. В случай на успех, играча го чака награда. Освен това, пари се дават за всяка открадната кола и за всеки убит пешеходец. Отделна мини-игра е развлечението „пребий кришнарите“, които се шляят в многолюдните места, буквално молейки се да ги прегазиш.

## Grand Theft Auto 2
Играта се появява през октомври 1999 г. Прилича много на първата част, но със значително подобрена графика. Трите града се превръщат в един, разделен на три района. Над целия град е надвиснала групировката Зайбацу, а другите мафиотски фракции, които присъстват в играта са Якудза (японската мафия), Луунис (група луди, превзели лудницата), SRS (високо технологична мафия), Реднекс (мафия от „селски“ тип), Руската мафия и Хер Кришна (кришнарите от първата част се завръщат). Освен пари, във втората част се печелят и точки „респект“, които отварят нови мисии на дадена фракция и карат привържениците на една от другите 2 фракции да обстрелват играча безмилостно, когато мине през територията им.

## Grand Theft Auto III
Третата част на поредицата се появява през октомври 2001 г. за PlayStation 2 и през май 2002 за PC. Играта е в станалата модна перспектива от трето лице и е изцяло нова, включваща в себе си всичко най-добро от първите две части и добавяща още много неща. Играта се развива в града Либърти Сити (първият град от GTA). Сиви монолитни небостъргачи, полуразрушени индустриални квартали, богаташки покрайнини и над всичко това дъжд като из ведро – типичният облик на Ню Йорк, пресъздаден в играта. В нея присъстват 53 превозни средства (48 автомобила, 4 лодки, 1 самолет и 1 радиоуправляема количка), всяко със свои собствени характеристики. Градът е разделен на три квартала, които са независими острови (Portland, Staunton Island, Shoreside Vale), всеки със свой собствен облик. Общо „задължителните“ мисии са 73, като в тях не се включват допълнителните. Играчът има възможност да е таксиметров шофьор, полицай, пожарникар и шофьор на линейка. За пръв път в поредицата са въведени проститутки, които при качване в колата на играча могат да му възвърнат точки живот. След това играчът може да ги убива, за да си върне обратно парите.
Играта е пълен успех, като от нея са продадени над 11 милиона копия по целия свят.

## Grand Theft Auto: Vice City
Следващата игра от серията се появява през октомври 2002 г. за PlayStation 2 и през 2003 г. за PC. Графиката е леко обновена, спрямо тази на GTA III. Действието се развива във Вайс Сити (отново град от първата част на играта, базиран на Маями) през 1986 година, а играчът поема ролята на италиански мафиот на име Томи Версети, който вече е способен да говори (за разлика от немия герой в GTA III). В играта, освен мисиите, има възможност да се закупуват някои точно определени сгради и бизнеси. Има възможност за влизане в някои сгради, вкарани са мотоциклети, самолети и вертолети, както и немалко количество костюми за героя. Градът е по-голям от този в предната част. Навсякъде присъстват розови цветове и диско музика. Авторите отново са разширили възможността за свободни действия. В играта присъстват фракциите: Rednecks, Haititans, Cubans, PIG's (Patrol Invest Group), Streetwannabes, Sharks, Marios, Golfers, Army. Продадени са над 13 милиона копия от играта.
Играта поражда противоречия, основно покрай мисия, в която играчът трябва да разпали война между кубинци и хаитяни.

## Grand Theft Auto: San Andreas
Rockstars Games представят най-интерактивната и мащабна игра от всички игри в поредицата. Появява се на 5 октомври 2004 г. за PS2 и през юни 2005 г. за РС. Има леко подобрена графика спрямо предната част. Действието на играта се развива в щата Сан Андреас през 1992 г., а играчът поема ролята над чернокожия Карл Джонсън (CJ), който е повикан от брат си Суит, защото майка им е била простреляна по погрешка от вражеската банда – Балас. В щата Сан Андреас има три града: Лос Сантос (пародия на Лос Анджелис), Сан Фиеро (пародия на Сан Франциско) и Лас Вентурас (пародия на Лас Вегас), провинцията Блейн Каунти, както и много малки селца и градчета, пръснати из целия щат. За пръв път в играта могат да се наблюдават истински възвишения и една голяма планина (Маунт Чилиад) на югозапад в щата. За разлика от предишните версии на играта, главният герой вече може да плува, а не се дави както преди и да прави секс с гаджетата си. Включени са голямо количество параметри, влияещи на главния герой, като всеки един от тях може да бъде подобрен от играча. Увеличено е количеството на сградите, където може да се влиза, могат да бъдат ограбвани къщи на обикновени хора, може да се придаде на героя стил като му се сменят дрехите, прическата, да му се сложи брада или мустаци, да му се направи татуировка или да се тренира физиката му. В играта са включени 175 транспортни средства и 11 радиостанции.
Както и предишните игри от поредицата, и тази поражда полемики, поради наличието на гангстерски елементи и секс.

## Grand Theft Auto: Liberty City Stories
Главният герой се казва Тони Сиприани, като именно той дава задачи на Клауд Спийд в малкия ресторант от GTA III. Появяват се много персонажи от предишните игри от серията, в това число и главата на мафията в Либърти Сити – Салваторе Леоне. Игровият процес в GTA: LCS е съхранил всички особености от предишните игри от серията GTA, но прехода на портативната платформа внася някои изменения. Схемата на полицейското преследване се е съхранила. При първото нарушение на закона от героя, няколко полицаи ще се опитат да го арестуват, след убийството на които полицията ще изпраща подкрепление във вид на патрулки. Ако и по-нататък продължи хулиганството, играча го чака среща с отрядите на SWAT и ФБР. С усмирение на героя най-накрая ще се заеме и националната гвардия. Извън сюжетната линия, може да се намерят немалко увлекателни занятия, сред които: състезателни и телефонни мисии, „масовки“, безумни скокове и скрити пакети. Тони не умее да плува, може да си сменя външността и да подобрява собствените си характеристики. Картата (градът) е същия като този в GTA III с леки промени, но има мотори и някои различия в сградите и наименованията на колите. Играта има мултиплейър.

## Grand Theft Auto: Vice City Stories
GTA: Vice City Stories е съвместен проект на студията Rockstar North и Rockstar Leeds. Действията се развиват във Вайс Ситу, две години преди тези от GTA: Vice City. Главен герой е Виктор Ванс, брат на Ланс Ванс от GTA: Vice City. Героят на играта умее да плува. Виктор Ванс е бивш войник от армията, който е изхвърлен от предателството на Джери Мартинез. Играта има 60 мисии и има мултиплейър.

## Grand Theft Auto IV, Grand Theft Auto: Episodes from Liberty City
Grand Theft Auto IV излиза на 28 април 2008 г. за конзолите от ново поколение Playstation 3 и Xbox360. Мястото на развитие на играта е отново в Либърти Сити. Играта предлага обновена графика, благодарение на новия графичен двигател „RAGE“ (Rockstar Advanced Game Editor). Главният герой на играта се казва Нико Белик, а действието на играта се развива през 2008 година. Той е от Източна Европа и дълго време получава имейли от своя братовчед, Роман, който живее в Либърти Сити. Той му пише че е богат, има всичко, което иска, има жени и изобщо че „американската мечта“ за него се е сбъднала. Всъщност, той има много проблеми, забъркал се е в огромна каша и се опитва да доведе братовчед си Нико, за да му помогне. В играта е въведена възможността протагонистът да се напие. Мултиплейърът е силно развит, но са премахнати самолетите. В поредицата играчът може да прави избори, от които зависи по-нататъшното развитие на историята, като така играта може да бъде превъртяна два пъти с два различни завършека.
За играта излизат и две DLC-та: Grand Theft Auto: The Ballad of Gay Tony и Grand Theft Auto IV: The Lost and Damned, които по-късно биват обединени в един пакет – Grand Theft Auto: Episodes from Liberty City. Grand Theft Auto: The Lost and Damned излиза на 17 февруари 2009 г. В нея играчът е млад моторист, евреин на име Джони Клебиц. Той е член на мотористката банда „The Lost“. Действието на играта се извършва в добре познатия на GTA поредицата град Либърти Сити. Когато бандата се сблъсква с друга, нещата за „The Lost“ се преобръщат.
Grand Theft Auto: The Ballad of Gay Tony излиза на 29 октомври 2009 г. (също датата на излизане на Grand Theft Auto: Episodes from Liberty City) и печели награда VGX за най-добро DLC. В нея играчът е испански мафиот под името Луиз Фернандо Лопес, който живее в Либърти Сити. Той работи за най-големия и известен клубен DJ и собственик на много клубове – Тони (познат като „Веселият Тони“ (Gay Tony)).

## Grand Theft Auto V
GTA V излиза на 17 септември 2013 г. за Xbox360, Xbox One, PS3 и PS4, и на 14 април 2015 г. за PC. Тя се съсредоточава върху „преследването на всемогъщия долар“. За първи път в поредицата Grand Theft Auto, GTA V включва три игрални героя, между които играчът може да превключва. Възможно е управлението на подводници и дирижабли. Действието се развива в днешно време в Лос Сантос. Играта става най-бързо продаваната в историята (800 милиона долара за първия ден), както и третата най-продавана игра въобще и финансово най-успешният развлекателен продукт за всички времена с над 6 милиарда долара приходи от цял свят. Към играта е добавен Online режим, наречен Grand Theft Auto Online, включващ много възможности за мултиплейър игра и развиването на допълнителен, персонализиран мултиплейър герой. Фокусът на геймплея е върху осъществяването на банкови обири.
Както повечето игри от поредицата, GTA V също предизвиква противоречиви коментари, бивайки обвинявана в сексизъм и мизогиния. Няколко известни личности завеждат дела срещу играта, всичките безуспешни.

## Grand Theft Auto VI
Grand Theft Auto VI в момента се разработва от Rockstar Games. Тя ще бъде 8-та главна игра в поредицата и 16-та общо, след Grand Theft Auto V през 2013 г.
Rockstar обявиха през февруари 2022 г., че играта е в процес на разработка. Играта е планирана да излезе през 2026 г.